# Fairland (Oklahoma)
Fairland é uma cidade  localizada no estado norte-americano de Oklahoma, no Condado de Ottawa.

## Demografia
Segundo o censo norte-americano de 2000, a sua população era de 1025 habitantes.
Em 2006, foi estimada uma população de 1017, um decréscimo de 8 (-0.8%).

## Geografia
De acordo com o United States Census Bureau tem uma área de
2,4 km², dos quais 2,4 km² cobertos por terra e 0,0 km² cobertos por água.

## Localidades na vizinhança
O diagrama seguinte representa as localidades num raio de 12 km ao redor de Fairland.